# Wood-Effekt

Beispiel eines Wood-Effekts in einer digitalen Infrarotaufnahme

Der Wood-Effekt ist ein Phänomen der Infrarotfotografie. Er ist benannt nach seinem Entdecker Robert Williams Wood, einem US-amerikanischen Physiker (Erstbeschreibung 1919).
Blattgrün erscheint im nahen Infrarot strahlend weiß, da Chlorophyll im infraroten Bereich transparent ist und somit das Licht am in der Pflanze enthaltenen Wasser reflektiert wird. Zu einem kleinen Teil hängt der Effekt auch mit der Fluoreszenz des Chlorophylls zusammen, das kurzwelliges Licht stark absorbiert und wellenlängenverschoben im Infraroten wieder abgibt.
Für Pflanzen ist die dem Effekt zugrunde liegende Infrarot-Transparenz lebenswichtig, da eine zu hohe Aufnahme der Infrarotstrahlung der Sonne zum Wärmetod führen würde.

## Einzelnachweis
1. ↑  
Robin Williams, Gigi Williams: Prof Robert Williams Wood (1868 – 1955). Pioneers of invisible radiation photography. map.rmit.edu.au (Medical and Scientific Photography), archiviert vom Original am 15. September 2009; abgerufen am 10. März 2018.